# Patzicía
Patzicía é uma cidade da Guatemala do departamento de Chimaltenango.